# Mr. Wrestling
George Burrell Woodin (Utica, 28 luglio 1934 – Charlotte, 30 novembre 2002) è stato un wrestler statunitense, noto maggiormente con i ring name Mr. Wrestling e Tim Woods.

## Biografia

### Carriera nel wrestling professionistico
Woodin debuttò nel mondo del wrestling professionistico all'età di 28 anni utilizzando il ring name "Tim Woods". Successivamente gli venne dato lo pseudonimo "Mr. Wrestling" dal promoter Joe Dusek, e lui iniziò ad indossare una maschera bianca per completare il personaggio. Mr. Wrestling divenne molto celebre in Georgia, Florida, Texas e territori controllati dalla Mid-Atlantic. Lottò nella World Wide Wrestling Federation, e all'apice della popolarità riempiva le arene. A partire dagli anni settanta, iniziò ad alternare il personaggio di Mr. Wrestling con incontri dove combatteva senza maschera con l'identità di Tim Woods.
Nel 1968 Woodin affrontò in una vera rissa da strada Arnold Spurling a Columbus, Georgia. Dato che Woodin stava dominando Spurling con varie prese di lotta, Spurling gli morse un dito staccandoglielo di netto. Il dito venne poi riattaccato chirurgicamente, ma Woodin non recuperò più l'uso completo dello stesso. Più tardi quello stesso anno, Woodin sfidò il campione NWA World Heavyweight Champion Gene Kiniski, ma l'incontro venne fermato quando il dito di Woodin iniziò a sanguinare.

### 1975: incidente aereo
Nel 1975 Woodin restò coinvolto nello stesso incidente aereo nel quale rimasero feriti il pilota Joseph Michael Farkas (che finì in coma e morì un anno dopo), e i wrestler Johnny Valentine (che rimase paralizzato su una sedia a rotelle), Bob Bruggers, Ric Flair, e l'annunciatore della JCP David Crockett. All'ospedale, Woodin diede le sue vere generalità (George Burrell Woodin), e disse di essere un promoter. Poiché Woodin lottava con il nome Tim Woods, un articolo di giornale presente nel Charlotte Observer riportò che uno dei feriti nel disastro era tale George Burrell Woodin, un promoter.
Woodin era l'unico wrestler "Face" sull'aereo, mentre gli altri lottavano tutti come Heel, e all'epoca non era lecito infrangere la kayfabe, quindi non venne riportato il fatto che uno dei lottatori "buoni" viaggiava insieme ai "cattivi". Alla fine, iniziarono a circolare voci che rivelavano come fosse in realtà Woods ad essere rimasto coinvolto nell'incidente, e non il "famigerato" reporter menzionato nell'articolo. Non volendo rischiare la carriera, egli tornò a combattere sul ring dopo solo poche settimane dal disastro, non essendosi ancora del tutto ristabilito. Successivamente Flair raccontò nella sua autobiografia To Be the Man, che Woodin quel giorno "fu l'uomo che salvò la reputazione del wrestling".

### Ritiro
Woodin si ritirò dal ring nel 1983. Dopo il ritiro, si diede al commercio ed installazione di climatizzatori.

## Morte
Il 30 novembre 2002 Woodin è morto a causa di un attacco di cuore nella sua casa a Charlotte, Carolina del Nord.

## Personaggio

### Mosse finali
- Sleeper hold

## Titoli e riconoscimenti

### Wrestling amatoriale
- Amateur Athletic Union
  - AAU National Championship (1955, 1957)
- Big Ten Conference
  - Big Ten Conference Championship (1958, 1959)

### Wrestling professionistico
- Big Time Promotions
  - Big Time Heavyweight Championship (1)
- Cauliflower Alley Club
  - Other honoree (2002)
- Championship Wrestling from Florida
  - NWA Florida Heavyweight Championship (2)
  - NWA Florida Tag Team Championship (2) – con Big Bad John (1) e Hiro Matsuda (1)
  - NWA Florida Television Championship (1)
  - NWA Southern Heavyweight Championship (Florida version) (4)
- Mid-Atlantic Championship Wrestling
  - NWA Mid-Atlantic Tag Team Championship (1) – con Dino Bravo
  - NWA Mid-Atlantic Television Championship (1)
  - NWA United States Heavyweight Championship (Mid-Atlantic version) (1)
  - NWA World Tag Team Championship (Mid-Atlantic version) (1) – con Dino Bravo
- Mid-South Sports/Georgia Championship Wrestling
  - NWA Georgia Heavyweight Championship (2)
  - NWA Georgia Tag Team Championship (4) – con Mr. Wrestling II (3) e Thunderbolt Patterson (1)
  - NWA Macon Tag Team Championship (2) – con Mr. Wrestling II
- NWA Big Time Wrestling
  - NWA American Tag Team Championship (1) – con George Scott
  - NWA Texas Heavyweight Championship (1)
- NWA Hollywood Wrestling
  - NWA Americas Tag Team Championship (1) – con George Scott
  - NWA "Beat the Champ" Television Championship (1)
- NWA Mid-America
  - NWA Southern Heavyweight Championship (Memphis version) (1)
- Pro Wrestling Illustrated
  - 394º tra i 500 migliori wrestler singoli secondo PWI 500 (2003)